# Ла-Фурш (станция метро)
Ля-Фурш (La Fourche с фр. — «Развилка») — узловая станция линии 13 Парижского метрополитена, расположенная на границе XVII и XVIII округов Парижа на ответвлении авеню де Сент-Уэн от авеню де Клиши. От этого перекрёстка станция получила как название, так и конструкцию.

## История
- Станция открылась 26 февраля 1911 года в составе пускового участка Сен-Лазар — Порт-де-Сент-Уэн, образовавшего тогдашнюю линию B компании Север-Юг. Менее, чем через год, 20 января 1912 года открылся участок Ля-Фурш — Порт-де-Клиши, в результате чего на линии началось вилочное движение, действующее и в настоящее время. С 27 марта 1931 года станция, как и вся линия, была переподчинена управлению Парижского метрополитена.
- Пассажиропоток по станции по входу в 2011 году, по данным RATP, составил 2 975 434 человек[2]. В 2013 году этот показатель снизился до 2 904 781 пассажиров (187 место по уровню входного пассажиропотока в Парижском метро)[3]

## Конструкция
Станция состоит из двух уровней. Верхний уровень сооружён по типовому проекту (односводчатая станция мелкого заложения с боковыми платформами). С одного из путей поезда отправляются в двух направлениях (к Ле-Куртию и в Сен-Дени), на другой прибывают поезда, следующие из Ле-Куртия в сторону станции Шатийон — Монруж. На нижнем уровне располагается единственная боковая платформа, на которую прибывают поезда, следующие из Сен-Дени.

## Путевое развитие
В местах примыкания ветви на Сен-Дени расположены стрелочные переводы. Также между путями верхнего уровня на перегоне Пляс-де-Клиши — Ля-Фурш расположен пошёрстный съезд.

## Галерея

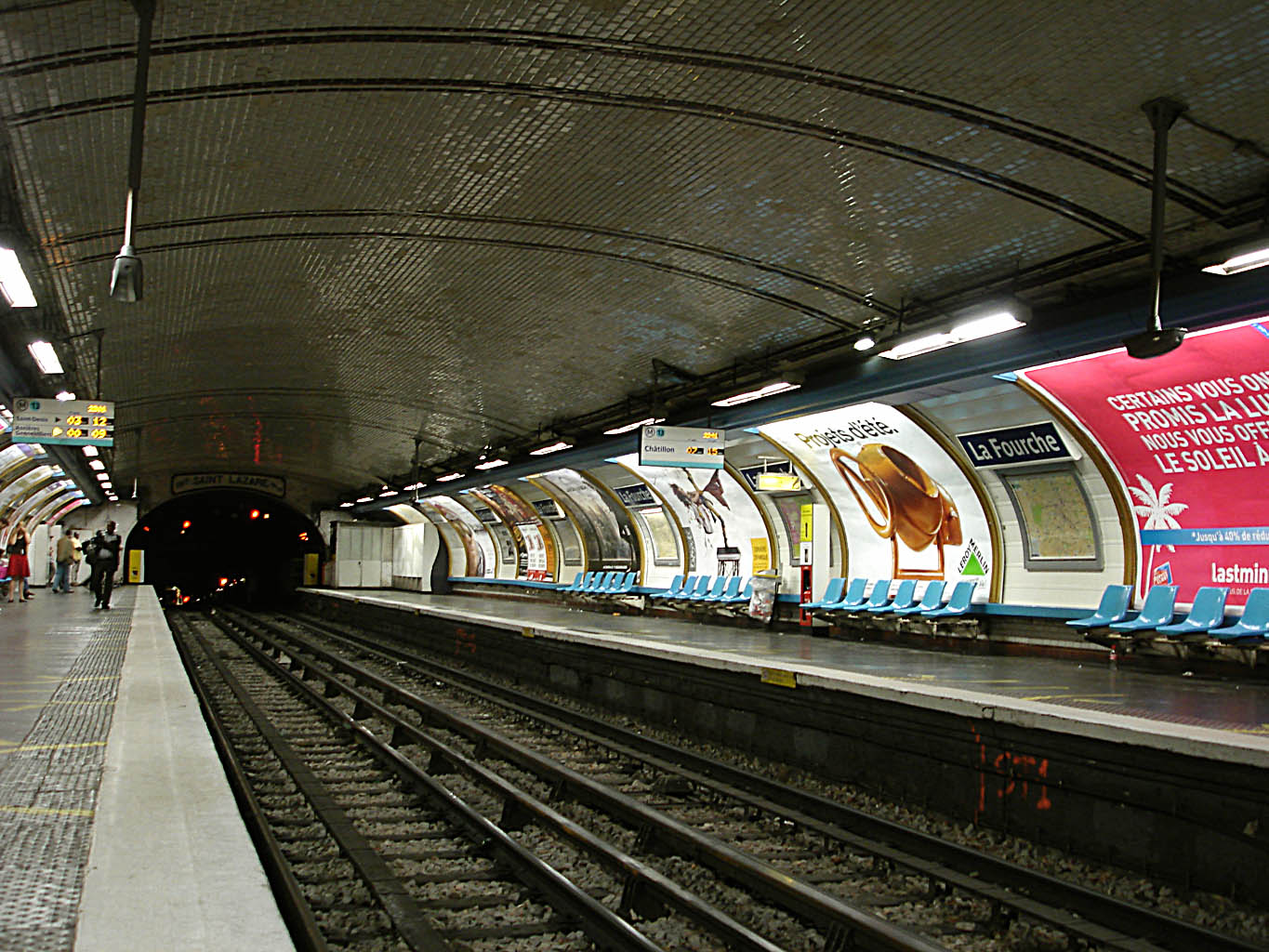
Платформа в сторону Шатийон — Монруж
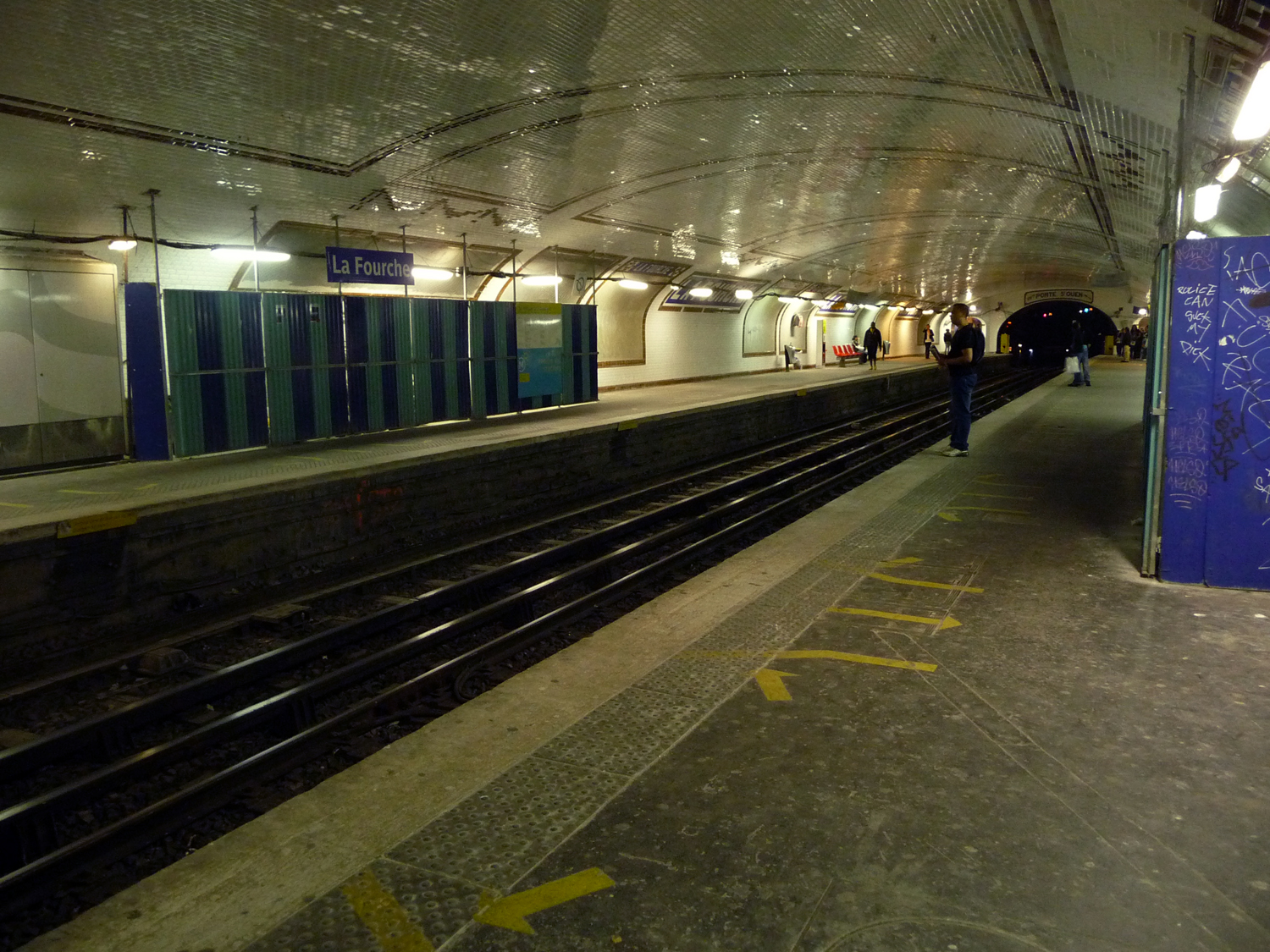
Процесс реновации станции (2010)
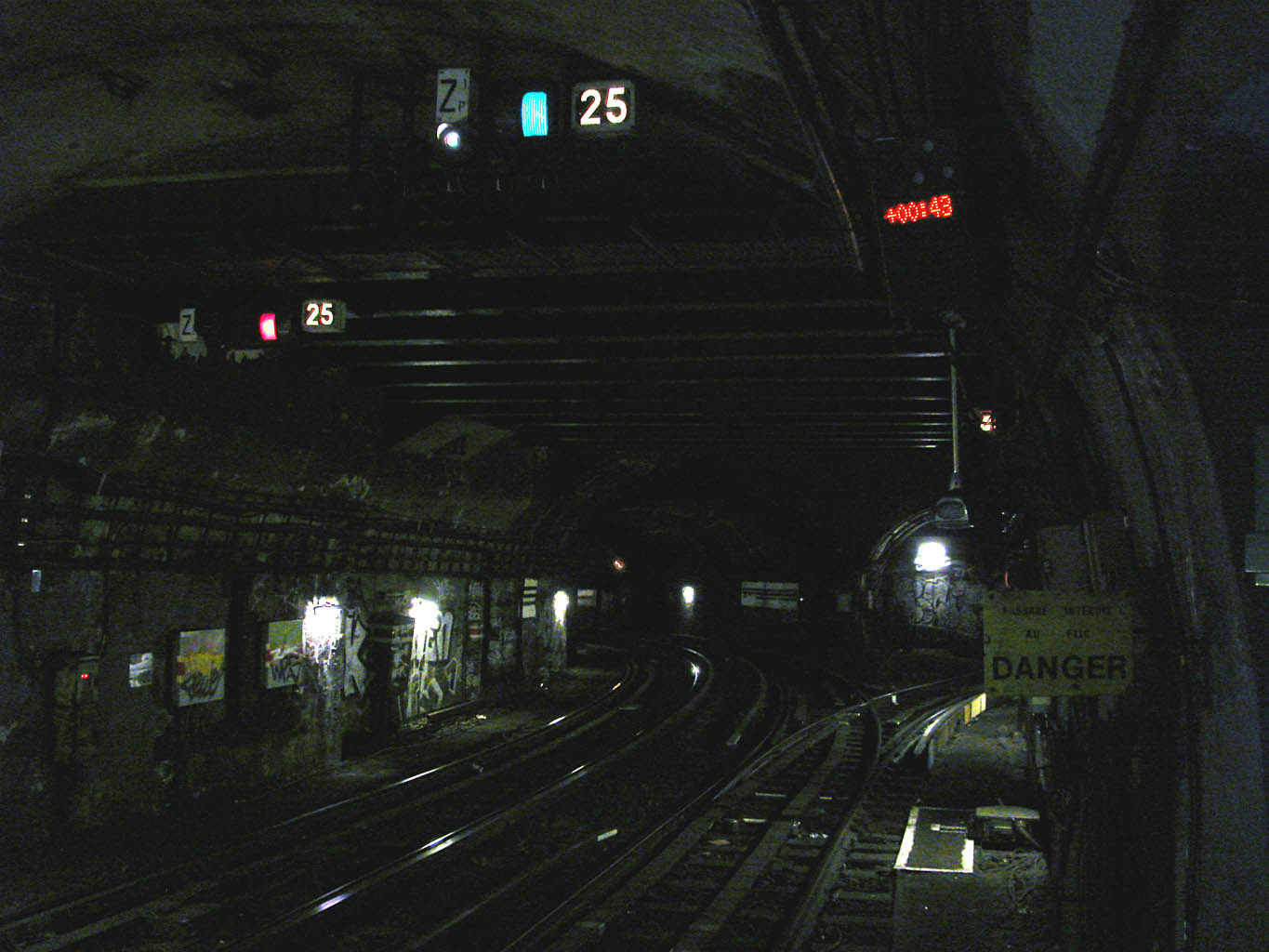
Вид на вилку линии со стороны северного торца станции
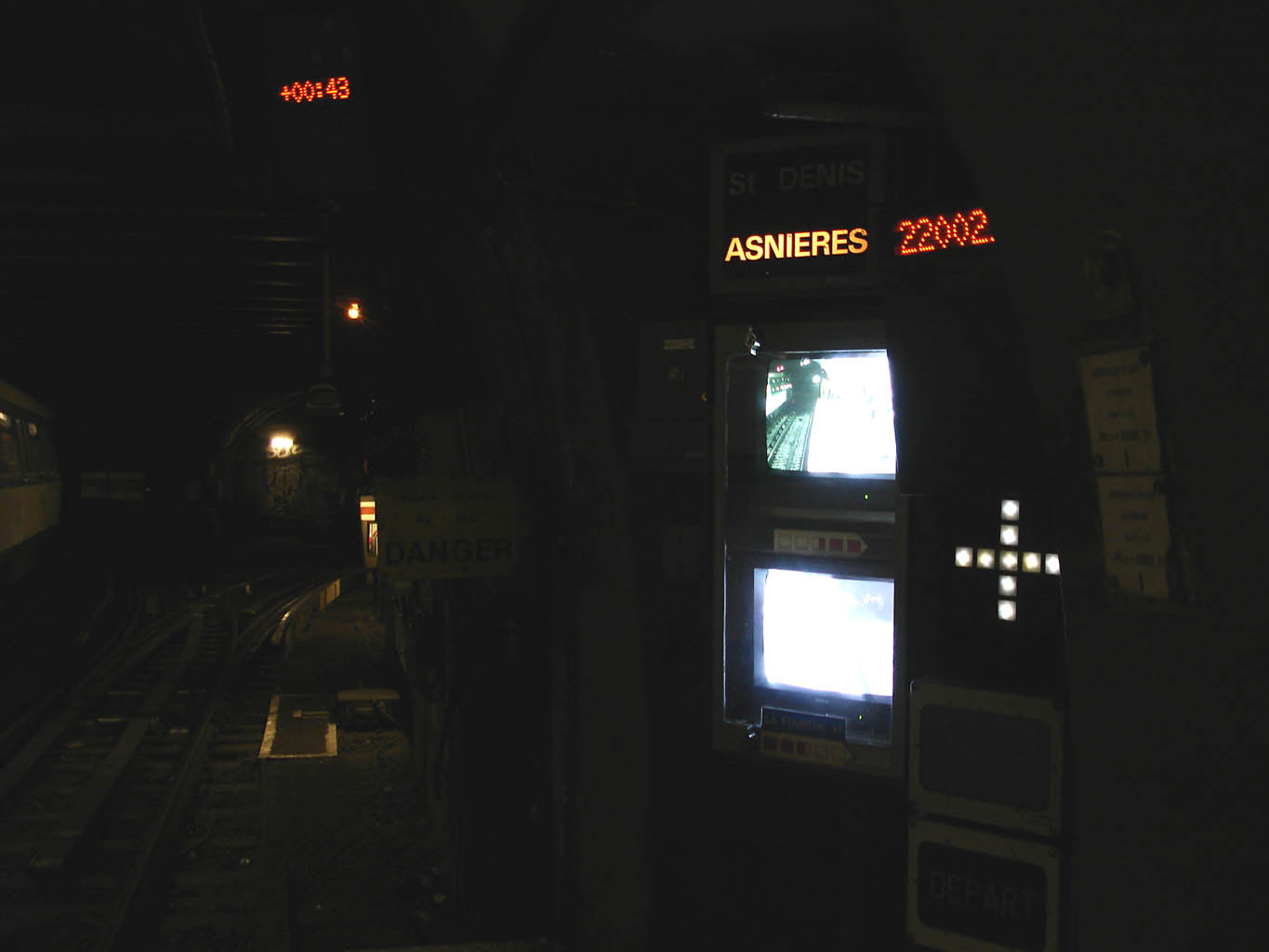
Телевизор обзора заднего вида и светофор, на котором обозначается заданный маршрут следования поезда (на фото светофор обозначает, что поезд повернёт к станции Брошан в направлении Ле-Куртия)